# دار الوزن

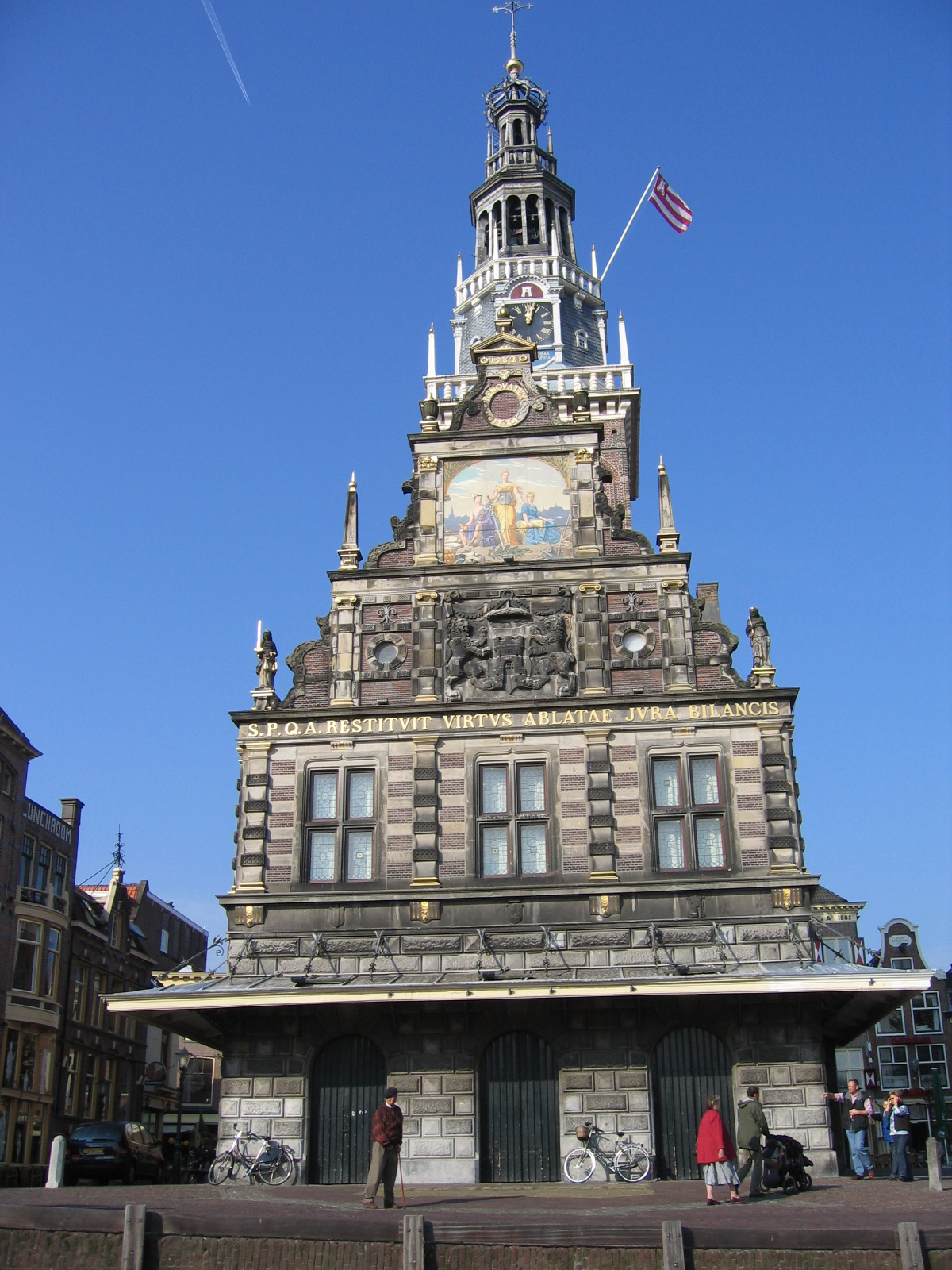
دار الوزن في ألكمار.

دار الوزن هو مبنى عام يتم فيه أو من خلاله وزن البضائع، وما شابه ذلك. وقد بنيت معظم هذه المباني قبل عام 1800، قبل إنشاء المعايير الدولية للأوزان. كما كانت الرقابة العامة لوزن البضائع مهمة جداً، تم تشغيلها من قبل السلطات المحلية التي كانت تستخدم أيضاً لفرض ضرائب على البضائع المنقولة عن طريق بيعها أو داخل المدينة. لذلك، كانت دور الوزن غالباً بالقرب من ساحة السوق أو وسط المدينة.

## معرض صور

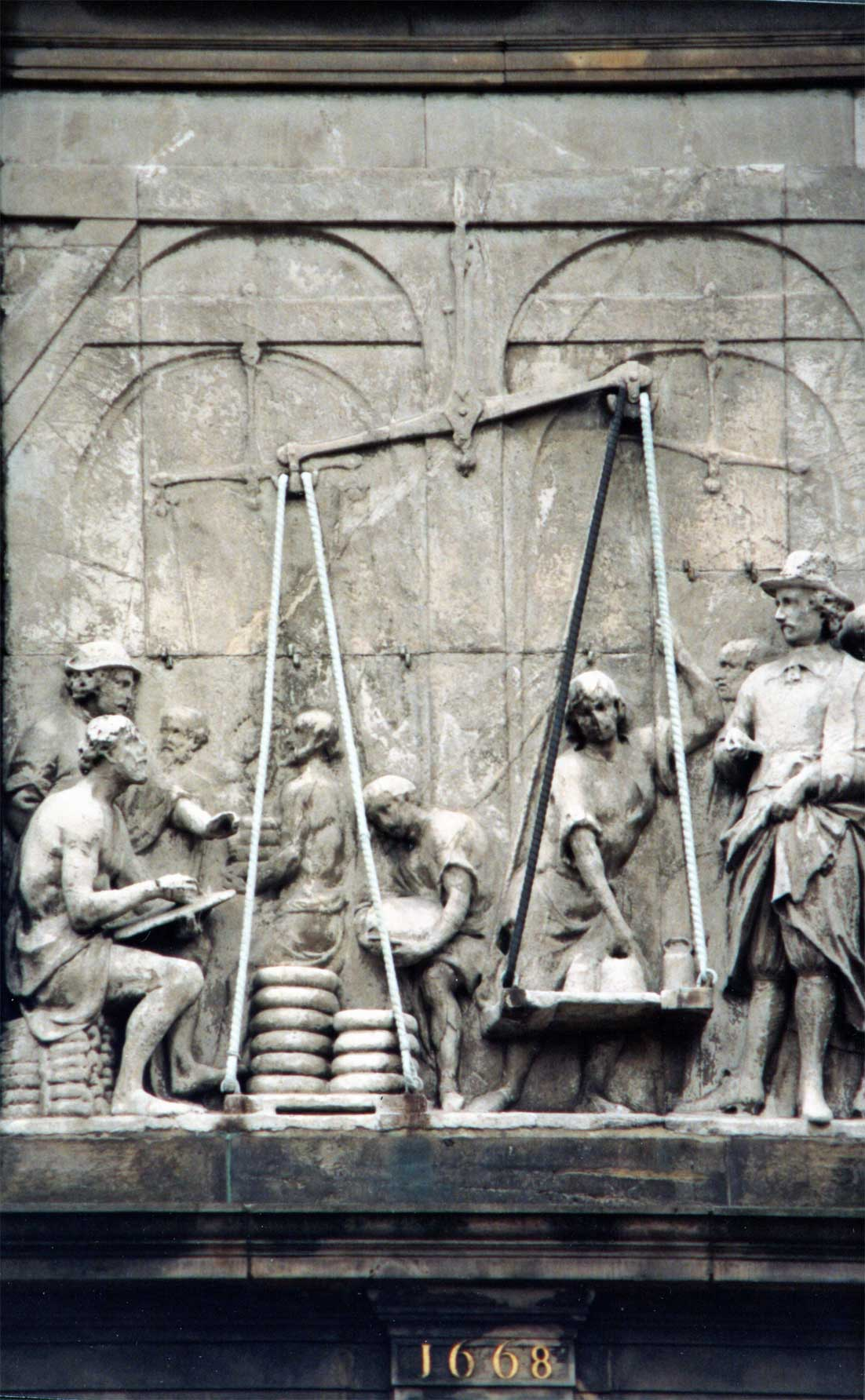
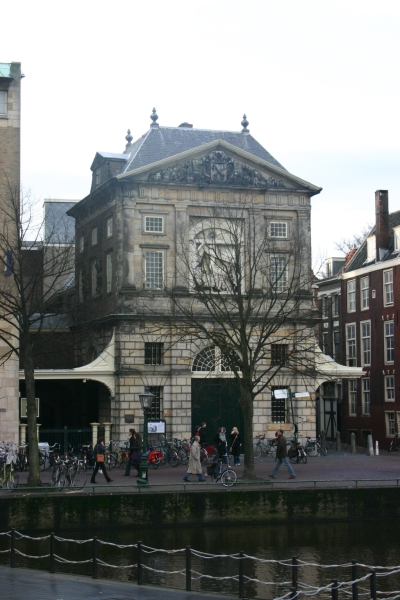
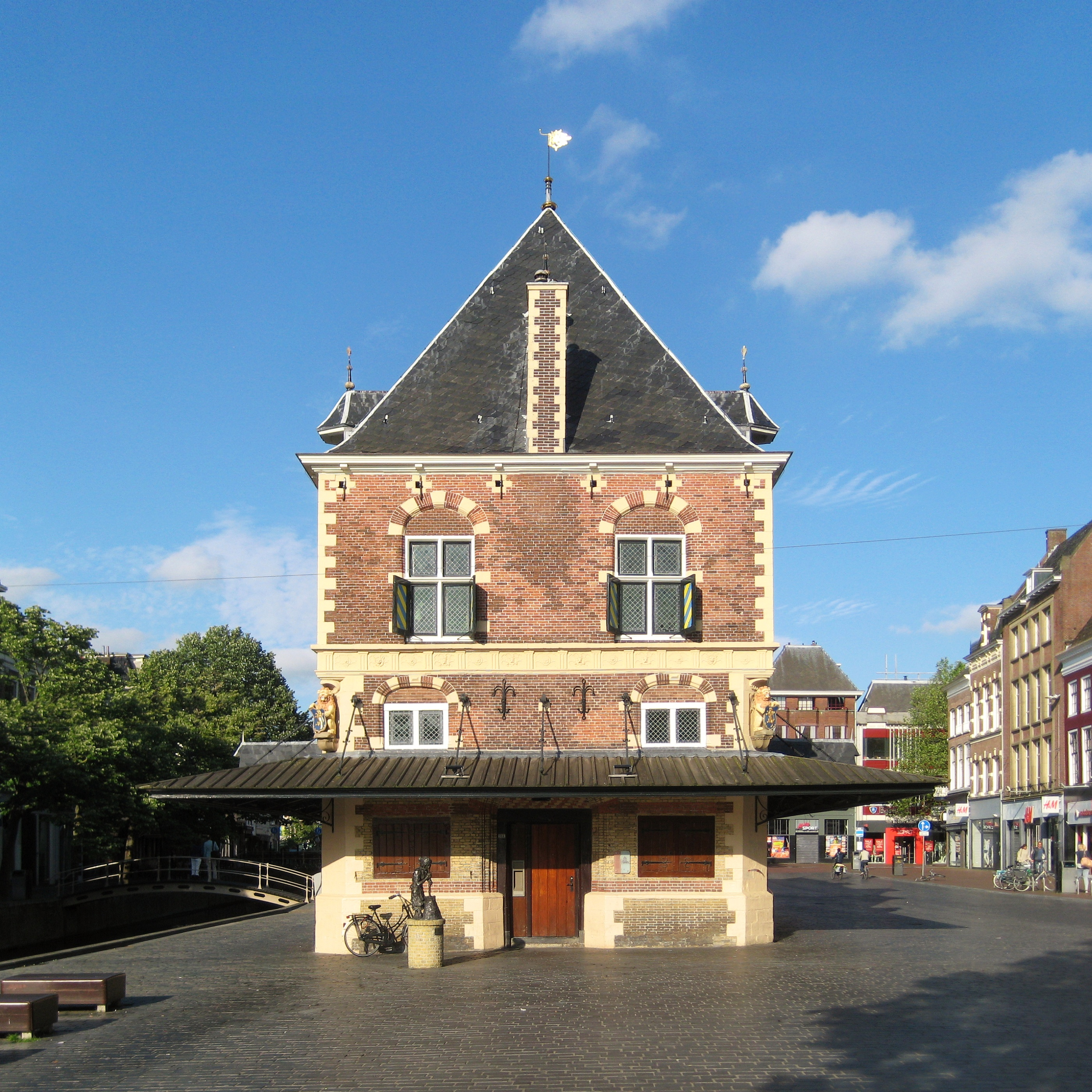
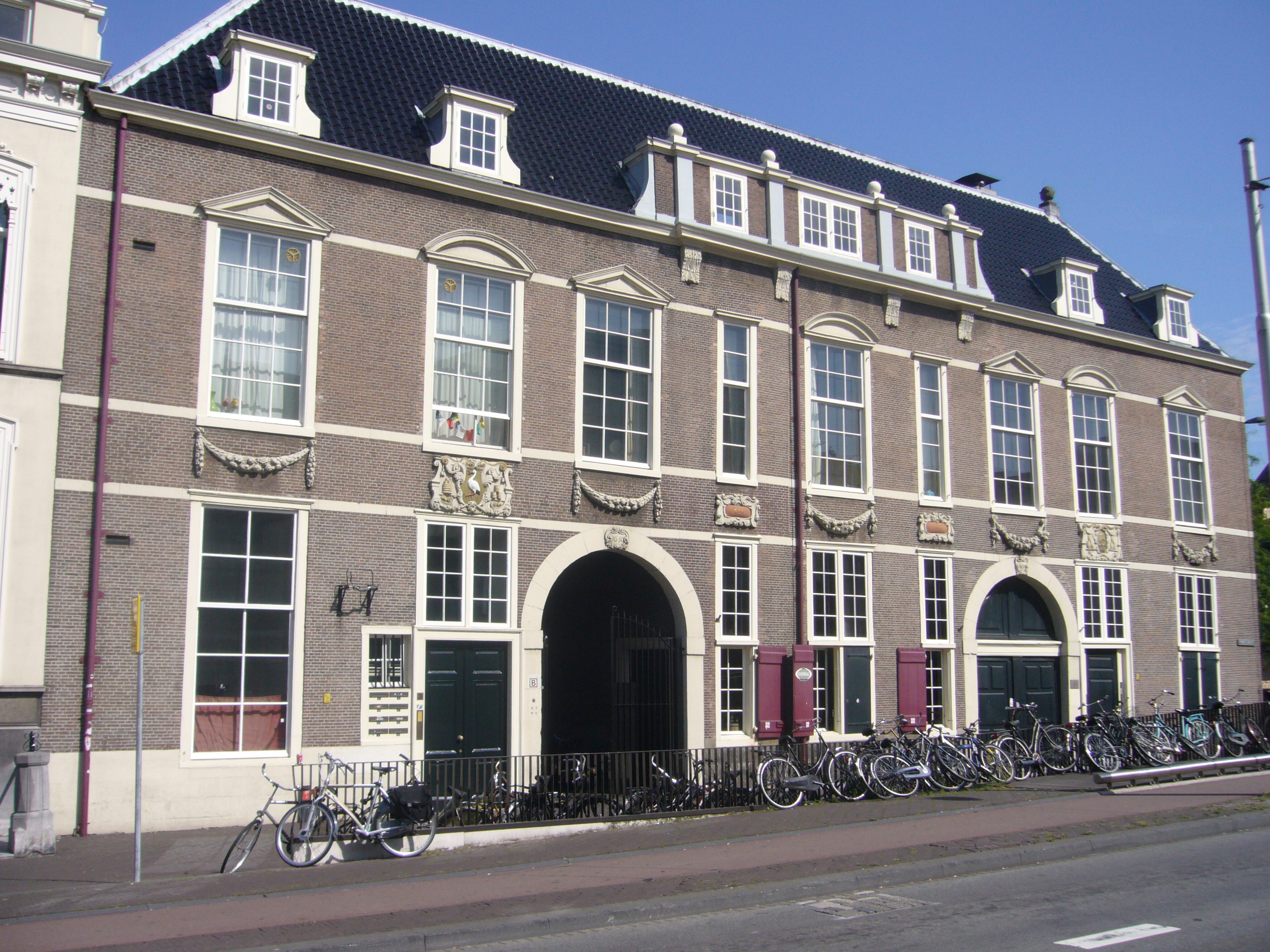
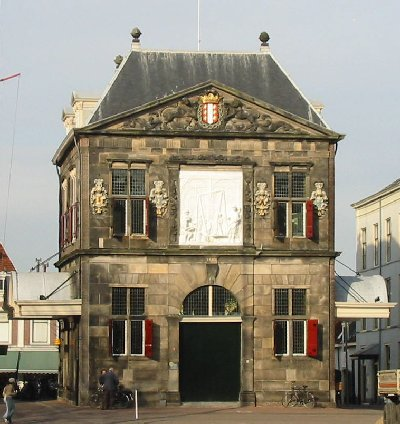